# Macierz kowariancji
Macierz kowariancji – uogólnienie pojęcia wariancji na przypadek wielowymiarowy. Macierz taka dla wektora losowego {\displaystyle (X_{1},X_{2},\dots ,X_{n})} ma postać:
{\displaystyle \Sigma ={\begin{bmatrix}\sigma _{1}^{2}&\sigma _{12}&\cdots &\sigma _{1n}\\\sigma _{21}&\sigma _{2}^{2}&\cdots &\sigma _{2n}\\\vdots &\cdots &\ddots &\vdots \\\sigma _{n1}&\sigma _{n2}&\cdots &\sigma _{n}^{2}\end{bmatrix}}}
gdzie:
{\displaystyle \sigma _{i}^{2}=D^{2}X_{i}} – wariancja zmiennej {\displaystyle X_{i},}
{\displaystyle \sigma _{ij}=\operatorname {cov} (X_{i},X_{j})} – kowariancja między zmiennymi losowymi {\displaystyle X_{i}} i {\displaystyle X_{j}.}

## Własności macierzy kowariancji
- Macierz {\displaystyle \Sigma } jest macierzą symetryczną.
- {\displaystyle \det \Sigma \geqslant 0} (wyznacznik macierzy kowariancji jest nieujemny).
- Jeżeli {\displaystyle \det \Sigma =0,} to wektor jest zdegenerowany.